# João Dias (calciatore)
João Manuel Antunes Dias, noto semplicemente come João Dias (Braga, 23 dicembre 1986), è un ex calciatore portoghese di ruolo difensore.

## Carriera

### Club
Ha giocato nella prima divisione portoghese.

### Nazionale
Ha giocato nelle nazionali giovanili portoghesi Under-16, Under-17, Under-19 ed Under-20.

## Palmarès

### Competizioni Nazionali
- Coppa del Portogallo: 1

Academica: 2011-2012